# Славия (телерадиокомпания)
Государственная телевизионная и радиовещательная компания «Славия» — филиал ФГУП «Всероссийская государственная телевизионная и радиовещательная компания» в Новгородской области.

## История создания и развития
Создана в 1944 году как Комитет радиоинформации и радиовещания Исполнительного комитета Областного совета депутатов трудящихся. Современное название получила в 1993 году. Одновременно руководителем компании стал председатель облкомитета Виктор Смирнов.
Впервые телевидение «Славия» вышло в эфир 25 октября 1993 года. В этот же день репортаж о рождении телевидения в Новгородской области вышел на российском канале в программе «Вести». 26 октября 1993 года новгородцы смогли увидеть первый, всего 10-минутный, выпуск «Новостей» с ведущей Ириной Власовой. До 1994 года «Новости» выходили всего 2 раза в неделю.
В январе 1994 года в эфир впервые вышла авторская программа Сергея Даревского «N-бюро», которая долгое время являлась одной из самых популярных на новгородском телевидении. Довольно долго у неё существовало своеобразное приложение — программа для школьников «N-бюро 2», которую делал Дмитрий Березовский.
История же новгородского радио начинается 22 декабря 1929 года. Расцвет радиосети пришёлся на 50-70е годы. По данным на 1971 год, в области имелось 196 600 радиоточек. За прошедшие годы новгородское радио много раз реформировалось, количество ежесуточного эфирного времени после 1980-х гг. постепенно сокращалось.
В 2005 году телерадиокомпания была реорганизована, редакция теленовостей и областное радио перешло в полное подчинение ВГТРК. Редакция развлекательных программ и ряд творческих объединений продолжили выпускать передачи на областном телеканале (некоторое время канал продолжал называться «Славия», ныне название областного канала изменено на «Новгородское областное телевидение»). В настоящее время название «Славия» принадлежит филиалу ВГТРК.
В ходе реорганизации произошло сокращение времени местных эфиров. Так, в эфире областного радио в 2005 году осталась лишь утренняя и вечерняя информационные программы и 4 блока дневных новостей. Что касается телеэфира, в настоящее время он постепенно расширяется, благодаря вещанию на телеканалах «Россия-1» и «Россия-24».

## Структура ГТРК «Славия»
- «Россия-1» и ГТРК «Славия»
- «Россия-24» и ГТРК «Славия»
- «Радио России» и ГТРК «Славия»
- «Радио Маяк» и ГТРК «Славия»

## «Славия» сегодня
После 2005 года, когда государственное вещание было реформировано и ГТРК «Славия» вынуждена была ограничиться информационным наполнением эфира, компания продолжила выступать организатором и активным участником многих спецпроектов.
Ежегодно в прямом эфире освещаются региональный благотворительный марафон «Рождественский подарок», Дни города, заседания Новгородской областной Думы. В течение нескольких лет телекомпания обеспечивала трансляцию празднования Пасхи из Софийского собора.

## Телеканал
Основным проектом ГТРК «Славия» в телеэфире являются информационные выпуски «Вести — Великий Новгород». Программа новостей не только информирует людей обо всех значительных событиях, которые происходят в области. Традиционно наиболее резонансными становятся репортажи, снятые по заявкам зрителей: компания даёт возможность высказать свои суждения и оценки, резюмирует все точки зрения.
До 2008 года телерадиокомпания «Славия» осуществляла 7-часовой эфир на собственном 11-м метровом канале с 17.00 до 00:00. В эфире выходили такие передачи, как "Сумка путешествий" (путеводитель), "Поозерье"(информационная), "N - бюро"(информационно-аналитическая), "Пешком в историю" (об истории Новгорода) и "Новая волна" (молодёжная). В дальнейшем, ряд передач перейдут на Новгородское областное телевидение.
«Вести» — единственная региональная информационная программа, которую видят и слышат не только в Великом Новгороде, но и во всех районах Новгородской области и приграничных территориях Ленинградской и Тверской областей. Выпуски новостей выходят на втором метровом телеканале «Россия-1», что делает информацию более доступной для зрителей. Кроме того, новостные сюжеты регулярно транслируются на общероссийских каналах.
Информационная программа «Вести — Великий Новгород» выходит в эфир ежедневно по утрам в 06:07, 06:35, 07:07, 07:35, 08:07, 08:35 и 09:00 в дневное в 14:30 и вечернее время в 21:05, по субботам выходит в 08:00.
«Вести — Великий Новгород» также выходят в эфир на телеканале «Россия-24» по понедельникам 8:00-8:27, 15:00-15:27, 17:30-18:00, 21:00-21:30, со вторника по пятницам 8:00-8:27, 17:30-18:00 и 21:00-21:30 и по субботам 21:00-21:30
В воскресенье в 08:00 на телеканале «Россия-1» и в 13:00 с повтором в 15:00 по понедельникам на телеканале «Россия-24» выходит авторская программа «Вести. События недели» с Сергеем Даревским.
Кроме того, телеканал выпускает программы «Вести-Великий Новгород. Дежурная Часть», «Вести-Спорт», «Вести-Интервью», «Специальный корреспондент», «Деловые Вести», «Здоровый образ жизни» и «Новгород советский», которые выходят на канале «Россия-24» в рамках региональных врезок.

## Радиоканал
Информационный радиоканал «Славия» выходит на волнах «Радио России» (в Великом Новгороде на волне 96,0 Мгц). Вещание — проводное и эфирное. Три передатчика охватывают более 80 % территории области. Потенциальная аудитория — около 400 тысяч человек.
В будние дни происходит три включения новгородского радио: в 7:10, 13:45 и 17:45. Объём вещания в будние дни — 80 минут. Основное содержание эфира — актуальные события, злободневные темы, интересные люди. «Славия» — единственное радио в Новгородской области может предложить слушателям полноценные репортажи с места событий. Утренние и дневные эфиры наполнены новостями и информационно-аналитической программой «Панорама». Вечером в сетке — тематические передачи: «Университет», «Городская среда», «Будем здоровы!», «Земля Новгородская», «Зелёная планета», «Культура».
В субботу слушателей ждёт итоговая программа «Панорама» (11:10), дайджест самых интересных событий за неделю. А в воскресное утро (11:10) программу «Любимые мелодии» готовит Заслуженный работник культуры РФ Анатолий Ануров.
Примечательно, что в рейтинге доверия к СМИ жители Новгородской области поставили радио «Славия» сразу после федеральных и местных телеканалов. Возможно, это связано с многолетними традициями радиовещания на Новгородской земле. Ведь впервые слова «Говорит Новгород!» прозвучали в эфире 22 декабря 1929 года.
Выпуски региональных новостей можно слушать и на радио «Маяк» (101,2 FM) по будням: 07:50, 08:50, 09:50, 14:50, 17:50 и 18:50
Прогноз погоды - 07:53, 08:50, 09:53, 10:50, 14:53, 15:50, 17:53, 18:53
Рекламные блоки выходят на 50 минуте каждого эфирного часа или после прогноза погоды .

## Руководство
Директор филиала ВГТРК "ГТРК «Славия»: Сергей Иванович Даревский.
Заместитель директора по вопросам информационного вещания: Ирина Владимировна Власова.
Информационное вещание на РВ (р/к «Радио Россия»): Светлана Андреевна Герасимова.
Информационное вещание на РВ (р/к «Маяк»): Александр Антонович Смолич.

## Партнёрство
Многие годы компания является информационным партнёром телеканалов «Россия-1», «Россия-К», «Первый канал», «НТВ»,«РЕН ТВ», «ТВ Центр», «Deutsche Welle»; сотрудничает с ИА «РИА-НОВОСТИ», «Фондом эффективной политики», участвует в проектах Ассоциации СМИ Северо-Запада и Медиа Союза.

## Награды
Программы «Славии» (до и после реорганизации) не раз становились победителями и призёрами престижных международных, российских и региональных конкурсов:
1. Гран-при Международного фестиваля телевизионных программ «Бархатный сезон» (1994 год) за цикл «Губернские подробности» (автор и режиссёр С.Даревский).
2. «Вести Великий Новгород» имеют дипломы призёров конкурса информационных программ региональных телекомпаний России «Новости — время местное» (1999 г., 2000 г.) и диплом лауреата творческого конкурса журналистов СМИ Северо-Запада в номинации "Телевидение «СеЗаМ — 2002».
3. Главный приз конкурса Новгородской областной Лиги журналистов «Хрустальный Пегас» в разные годы получали программы: «N-Бюро», «Времечко — Великий Новгород», «Поозерье», «Комната сказок», «Пешком в историю», «Губерния», «Молодой канал», «Заводной апельсин»; цикл военных репортажей Александра Бирюкова; радиопроекты «Музыкальное обозрение», «Золотая волна», авторская программа Аэлиты Тошкиной «Дом Павлова», циклы передач радиожурналистов Светланы Герасимовой, Татьяны Зозуленко, Любови Оларь, Сергея Дубовицкого и других.

## Рейтинги
По итогам опросов общественного мнения компания уверенно занимает первое место в рейтинге доверия; входит в 5-ку по рейтингу популярности, конкурируя с главными федеральными каналами; является главным источником информации для жителей области. Программа «Вести — События недели» возглавила рейтинг СМИ области по итогам 2009 года